# Avdija Vršajević
Avdija Vršajević (ur. 6 marca 1986 w Tešanju) – piłkarz bośniacki grający na pozycji obrońcy.

## Kariera klubowa
Vršajević ma na koncie występy w czterech krajach. W lidze bośniackiej reprezentował barwy FK Željezničar i Čelik Zenica, w Czechach SK Kladno, na Słowacji Tatran Preszów, zaś od lata 2012 roku do 2015 roku był graczem chorwackiego zespołu Hajduk Split. W 2015 przeszedł do Osmanlısporu.

## Kariera reprezentacyjna
W reprezentacji Bośni i Hercegowiny zadebiutował 7 września 2012 roku w meczu eliminacji mistrzostw świata przeciwko reprezentacji Liechtensteinowi. Na boisku przebywał przez pełne 90 minut. Do tej pory rozegrał w niej 17 meczów.
| Mecze i gole w reprezentacji | Mecze i gole w reprezentacji | Mecze i gole w reprezentacji   | Mecze i gole w reprezentacji | Mecze i gole w reprezentacji | Mecze i gole w reprezentacji | Mecze i gole w reprezentacji |
| #                            | Data                         | Stadion                        | Rywal                        | Wynik                        | Gol                          | Rozgrywki                    |
| 2012                         | 2012                         | 2012                           | 2012                         | 2012                         | 2012                         | 2012                         |
| ---------------------------- | ---------------------------- | ------------------------------ | ---------------------------- | ---------------------------- | ---------------------------- | ---------------------------- |
| 1.                           | 07.09.2012                   | Vaduz, Liechtenstein           | Liechtenstein                | 8:1                          | 0                            | El. MŚ 2014                  |
| 2.                           | 11.09.2012                   | Zenica, Bośnia i Hercegowina   | Łotwa                        | 4:1                          | 0                            | El. MŚ 2014                  |
| 3.                           | 16.10.2012                   | Zenica, Bośnia i Hercegowina   | Litwa                        | 3:0                          | 0                            | El. MŚ 2014                  |
| 4.                           | 14.11.2012                   | Algier, Algieria               | Algieria                     | 1:0                          | 0                            | towarzyski                   |
| 2013                         |                              |                                |                              |                              |                              |                              |
| 5.                           | 06.02.2013                   | Lublana, Słowenia              | Słowenia                     | 3:0                          | 0                            | towarzyski                   |
| 6.                           | 22.03.2013                   | Zenica, Bośnia i Hercegowina   | Grecja                       | 3:1                          | 0                            | El. MŚ 2014                  |
| 7.                           | 14.08.2013                   | Sarajewo, Bośnia i Hercegowina | Stany Zjednoczone            | 3:4                          | 0                            | towarzyski                   |
| 8.                           | 06.09.2013                   | Zenica, Bośnia i Hercegowina   | Słowacja                     | 0:1                          | 0                            | El. MŚ 2014                  |
| 9.                           | 11.10.2013                   | Zenica, Bośnia i Hercegowina   | Liechtenstein                | 4:1                          | 0                            | El. MŚ 2014                  |
| 10.                          | 15.10.2013                   | Kowno, Litwa                   | Litwa                        | 1:0                          | 0                            | El. MŚ 2014                  |
| 11.                          | 18.11.2013                   | Saint Louis, Stany Zjednoczone | Argentyna                    | 0:2                          | 0                            | towarzyski                   |
| 2014                         |                              |                                |                              |                              |                              |                              |
| 12.                          | 05.03.2014                   | Innsbruck, Austria             | Egipt                        | 0:2                          | 0                            | towarzyski                   |
| 13.                          | 30.05.2014                   | Saint Louis, Stany Zjednoczone | Wybrzeże Kości Słoniowej     | 2:1                          | 0                            | pokazowy                     |
| 14.                          | 26.06.2014                   | Salvador, Brazylia             | Iran                         | 3:1                          | 1                            | MŚ 2014                      |
| 15.                          | 09.09.2014                   | Zenica                         | Cypr                         | 1:2                          | 0                            | El. ME 2016                  |
| pozostałe                    |                              |                                |                              |                              |                              |                              |
| 16.                          | 31.03.2015                   | Wiedeń, Austria                | Austria                      | 1:1                          | 0                            | towarzyski                   |
| 17.                          | 25.03.2017                   | Zenica                         | Gibraltar                    | 5:0                          | 1                            | El. MŚ 2018                  |

## Sukcesy
- Puchar Chorwacji: 2013 (Hajduk)